# Robin Albers
Robin Albers (Jaydee) ('s-Gravenhage, 1956) is een Nederlandse presentator, dj en producer. Ook produceerde hij platen voor verschillende projecten. Zo maakte hij als Jaydee de househit Plastic Dreams en was hij betrokken bij hits van The Sunclub en Jody Bernal.

## Carrière als dj
Albers begon zijn loopbaan als dj in 1978 in een discotheek in Rhenen. In 1982 kreeg hij een baan als  radio dj op de AVRO-maandag op de nationale publieke popzender Hilversum 3, wat vanaf 1 december 1985 verder ging als Radio 3. Hij volgde eind 1986 de bij de AVRO én Radio 3 vertrokken Kas van Iersel op. Hij presenteerde tot maandag 30 december 1991 Toppop-Radio 1 tussen 14.00 en 16.00 uur. Vanaf zaterdag 4 januari 1992 tot en met zaterdag 3 oktober 1992 presenteerde hij bij het AKN (AVRO, KRO en NCRV) samenwerkingsverband Station 3 op zaterdag, zondag en maandagavond het programma For those who like to groove.. Het programma verdween door de invoering van de algehele nieuwe horizontale programmering op het eveneens vernieuwde Radio 3 per maandag 5 oktober 1992. Veronica kreeg destijds per 10 oktober 1992 de zaterdag toegewezen als nieuwe vaste uitzenddag en per 4 oktober 1992 de TROS de zondag.
Albers was ook dj van de AVRO's Toppop Drive-in Show en Radio 3 Drive-in Shows en werkte in die hoedanigheid ook samen met dj's van de TROS en Veronica.
Ook organiseerde hij vanaf 1984 een aantal malen de nationale kampioenschappen voor dj-mixen.

## Housemuziek
Toen eind jaren tachtig de housemuziek opkwam, raakte hij in de ban van deze muziekstijl. In 1990 werd Albers presentator van het radioprogramma For those who like to groove voor de AVRO. Het was het eerste Nederlandse houseprogramma op de radio. In 1992 stopte het programma echter toen Albers door de AVRO werd ontslagen. Hij besloot daarna zelf als houseproducer te beginnen.
In 1992 had Albers zijn eerste hit met nummer Plastic Dreams (R&S Records) onder zijn alter ego Jaydee. Het nummer dat opvalt vanwege het hammondorgel werd een internationale househit. De naam van het nummer verwijst naar de platinum creditcard die Donald Trump gebruikte om een vlucht te betalen waar de vriendin van Albers op dat moment als stewardess werkte. Een stuk plastic dat mensen deed dromen. Het nummer werd daarna nog enkele malen in speciale remixes opnieuw uitgebracht. Het werd uiteindelijk ruim 2 miljoen maal verkocht. In 1994 kreeg hij nog een hit met Music is so special. Ook bracht hij onder tal van andere namen houseplaten uit. Enkelen daarvan zijn Graylock, Daydream en Karnak. In 1995 bracht hij een album uit van Jaydee. Op House nation stonden de bekende singles en ook wat nieuw werk. Dit album wist weinig aandacht te verwerven. Ook maakte hij in 1995 voor het Daydream-project een titelloos album. Het Jaydee project raakte verdween in de late jaren negentig naar een sluimerstand. Zo nu en dan verschijnt er iets waaronder een nieuwe versie van Plastic Dreams in 2003 en later Pulsate (2013) en de Acid Pressure EP (2017).

## The Sunclub
In 1996 startte hij samen met producers Michel Rozenbroek en Dieter Kranenburg het project The Sunclub. Daarmee hadden ze in Nederland in de zomer van 1997 een grote hit met Fiesta (de los Tambolireros). Er volgde een album en nog een kleinere hit met Singleminded people (dat van origine een B-kant is van Plastic Dreams en leunt op een sample van Nicolette).  
In 1999/2000 was The Sunclub weer terug met het album Splash met nummers als Splash, Movin on en Bandoneon. In de zomer van 2000 waren Albers en zijn medeproducers van The Sunclub ook betrokken bij het nummer Que si, que no van Jody Bernal. De single kwam op nummer 1 in Nederland. In de publieke hitlijst, toentertijd de Mega Top 100 op  Radio 3FM weet Bernal die positie een recordtijd vast te houden. 
Daarna leek The Sunclub uitgespeeld. Maar een mash-up van hun hit Fiesta en het nummer Summer jam (een 2-stepplaat van The Underdog Project uit 2000) werd in Nederland in de zomer van 2003 een grote hit. De single stond negen weken op de eerste plek van zowel de Mega Top 50 op toentertijd 3FM als de Nederlandse Top 40 op destijds Radio 538 en is de best verkochte single van dat jaar. Daarna verschenen er nog enkele hits als Boom boom, Jump en weer een nieuwe versie van Fiesta.

## Latere projecten
In 2000 was Albers betrokken bij de oprichting van dancestation ID&T-radio en in 2001 werd hij er directeur. Hier keerde zijn programma For those who like to groove terug. In de zomer van 2001 vertrok hij echter als directeur wegens een verschil van mening met ID&T.
In 2004 was hij betrokken bij een poging om het nationaal songfestival te winnen. Hij maakte het nummer Love me, don't leave me van William. Dat werd geen succes.
In 2015 was Albers A&R-manager bij Dutch DJ Booking voor verschillende labels, zoals: Streamin Music en DDB Tracks.

## Trivia
- Albers wordt genoemd in het nummer Alles naar de klote (1992) van de Euromasters. Daarin zit de frase Hee, Dimitri wat denk je? Zou Robin het draaien?. Hiermee wordt verwezen naar het programma For those who like to groove.
- De beat van Plastic dreams werd in 1999 hergebruikt door Armand Van Helden in zijn hit You don't know me. Deze beat is van een sample-cd.
- Eind 2015 staat Jaydee weer in de hitlijsten met onder andere Universal love en Five Days.
- Begin 2016 werd First Impression, het originele label van Robin Albers, opnieuw opgestart.

- MusicBrainz: af84fdf4-22ac-4ce5-8ed0-6fad3b949172
- Nationale Bibliotheek van Tsjechië: xx0148565
- Virtual International Authority File: 240146544